# Anaphes maialis
Anaphes maialis är en stekelart som först beskrevs av Debauche 1948.  Anaphes maialis ingår i släktet Anaphes och familjen dvärgsteklar. Inga underarter finns listade i Catalogue of Life.